# Mniobryum pergracile
Mniobryum pergracile là một loài rêu trong họ Bryaceae. Loài này được Thér. & P. de la Varde mô tả khoa học đầu tiên năm 1939.